# Michele Brekke

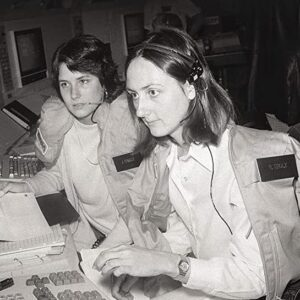
Michele Brekke (links) mit Kollegin Susan Creasy, ca. 1981

Michele Ann Brekke (* ca. 1953) ist eine US-amerikanische Raumfahrtingenieurin und die erste Frau bei der NASA, die zur Flugdirektorin ausgebildet wurde. Als erster weiblicher Space Shuttle Flight Manager leitete sie die Missionen STS-85, STS-89, STS-92, STS-93, STS-95 und STS-99. Nach ihrem Ausscheiden bei der NASA arbeitete sie bei Boeing am CST-100 Starliner.

## Leben

### Herkunft und Ausbildung
Brekke wurde unter dem Namen Michele Ann Hank geboren und wuchs in Rochester, New York auf, wo sie eine katholische High School besuchte. Ihr zwei Jahre älterer Bruder starb, als sie 16 Jahre alt war, woraufhin sie den Drang verspürte, ihr Leben aktiv zu gestalten und sich für einen Beruf zu entscheiden. Nur sechs Wochen später verfolgte sie im Fernsehen die erste bemannte Mondlandung und entschied sich, Astronautin zu werden, auch wenn in dieser Zeit keine Frauen als Astronauten angenommen wurden. „Als ich sah, wie die Astronauten auf dem Mond herumsprangen, sagte ich: ‚Das will ich machen!‘“ Nach dem Abschluss der High School erfuhr sie, dass ihr Volleyballtrainer nach Minnesota gehen würde. Da sie einerseits weiterhin bei ihm spielen wollte und andererseits Astronautin werden wollte, schrieb sich Brekke an der University of Minnesota für Luft- und Raumfahrttechnik ein.
An der Universität spielte sie erfolgreich Volleyball und sollte später sagen, dass der Sport ihr dabei half, ihre persönliche Lebensphilosophie zu entwickeln. „Als mein erster Trainer mich beiseite nahm und mir den Aufschlag beibrachte, lernte ich, dass mein Körper in der richtigen Position sein muss, um den Ball kontrolliert platzieren zu können. Und so brachte Volleyball mir bei, dass der Ausgang eines jeden Abenteuers, auf das du dich einlässt, von der Position abhängt, die du einnimmst. Wenn ich Dinge in Angriff nehme, dann stets mit den Füßen nach vorn und einer positiven Einstellung.“ Tatsächlich spielte sie so gut, dass sie 1986 in The Golden Spikers aufgenommen wurde, Minnesotas damalige Ruhmeshalle für Volleyball.
Während ihres Studiums arbeitete sie als wissenschaftliche Hilfskraft für ihren Professor Helmut Heinrich. Obwohl er lediglich eine Sekretärin suchte, erinnerte sie ihn regelmäßig daran, dass sie Astronautin werden wollte und wurde schließlich für Laborarbeit zugelassen, so dass sie im Windkanal Fallschirme testen durfte. Sie erinnerte sich später, dass ihr Professor mitunter nicht zuließ, dass sie für Problemlösungen Computer benutzte und sie auf diese Weise lernte zu improvisieren. Trotz ihrer Begeisterung für ihr Fach und trotz ihres Wunsches, Astronautin zu werden, hatte Brekke Schwierigkeiten in Mathematik und benötigte zunächst Nachhilfe, um ihre Kurse zu bestehen. 1975 erlangte sie ihren Bachelor of Science und nahm eine Teilzeitstelle als Computerprogrammiererin an. 1977 erlangte sie ihren Master of Science.

### Karriere
Inzwischen akzeptierte die NASA Frauen als Bewerberinnen für die Ausbildung zum Astronauten. Im Frühling des Jahres 1977 schrieben sie ihre ersten Positionen für Missionsspezialisten aus und Brekke erhielt das Angebot, als Ausbilderin für Astronauten des Space Shuttles zu arbeiten. Daraufhin zogen sie und ihr Mann nach Houston, Texas, wo beide eine Anstellung am Lyndon B. Johnson Space Center bekamen. Für die ersten Jahre bildete Brekke Astronauten für die Missionen des Space Shuttles aus, u. a. John Watts Young und Fred Haise. Während ihre eigene Bewerbung als Astronautin einen Monat nach ihrem Dienstantritt abgelehnt wurde, war sie begeistert von ihrer Arbeit und stand mit den Astronauten auf freundschaftlichem Fuß. Als Brekke und ihre Kollegin Creasy im sehr kalten Space Shuttle Simulator arbeiten mussten, liehen ihnen Joe Henry Engle und Richard Harrison Truly ihre Mäntel aus. Im hauseigenen Volleyballteam der Damen spielte Brekke gemeinsam mit den Astronautinnen Sally Ride und Kathryn D. Sullivan.
Ab 1982 war Brekke als Payload Officer (deutsch: Nutzlastoffizier) für die Missionskontrolle tätig und war somit für die Satelliten verantwortlich, die vom Space Shuttle ins All gebracht wurden. Sie sollte diese Position später als einen Höhepunkt ihrer Karriere bezeichnen, da sie hier ihre Führungsqualitäten unter Beweis stellen konnte. Im November 1985 war sie die erste Frau, die bei der NASA zum Flight Director ausgebildet wurde. Allerdings wurde das Space Shuttle Programm nach dem Challenger-Unglück am 28. Januar 1986 pausiert, so dass Brekke nach Abschluss ihrer Ausbildung zum Flight Director von 1988 bis 1994 zum Space Shuttle Program Management Team wechselte.
Von 1994 bis 1996 war Brekke Managerin der Space Station Utilization, bevor sie schließlich zum Space Shuttle Programm zurückkehrte. Als erster weiblicher Flight Manager der NASA leitete sie die Missionen STS-85, STS-89, die hundertste Space Shuttle Mission STS-92, STS-93, mit Eileen Collins der erste Space Shuttle Flug unter dem Kommando einer Frau, STS-95, in der John Glenn ins Weltall zurückkehrte und STS-99. Im Alter von 46 Jahren bewarb sich Brekke noch einmal selbst als Astronautin. Obwohl sie es in die zweite Auswahlrunde schaffte, scheiterte ihre Bewerbung schließlich aus medizinischen Gründen.
Nach dem Absturz der Columbia im Jahr 2003 war sie als stellvertretende Vorsitzende des Space Medicine and Health Care Systems Office tätig. Nach dem Ende des Space Shuttle Programms wurde Brekke zur Projektmanagerin von Common Communication for Visiting Vehicles. Ziel des Projekts war die Schaffung einer Hardware, die es der ISS ermöglichen sollte, mit besuchenden, kommerziellen Raumschiffen zu kommunizieren. Zwischen 2005 und 2006 war sie im Auftrag der NASA für das Houston Technology Center tätig und von 2006 bis 2011 Direktorin des Bereichs Technologietransfer am Johnson Space Center. Insgesamt arbeitete Brekke 37 Jahre lang für die NASA. Im Jahr 2014 wechselte sie zu Boeing, wo sie als Flight Manager an der Entwicklung des CST-100 Starliner mitbeteiligt war. Sie blieb bis zum Jahr 2022 im Unternehmen.

## Privatleben
Michele Brekke heiratete 1976 ihren ehemaligen Kommilitonen Bob Brekke. Das Paar hat zwei Söhne und eine Tochter.

## Würdigungen
- 1993: Certificate of Commendation der NASA
- 1994: Exceptional Achievement Medal des NASA Space Shuttle Programms
- 2000: Certificate of Commendation des Johnson Space Centers
- 2019: Albert Nelson Marquis Lifetime Achievement Award

Von 1975 bis 1977 war Michele Brekke Mitglied der Amelia Earhart Fellowship. Im Jahr 1985 wurde sie vom Good Housekeeping Magazin als eine von America’s 100 Young Women of Promise aufgeführt. Am 4. Oktober 2019 übernahm sie das ehrenvolle Amt des Grand Marshal für die jährliche Homecoming Parade des University of Minnesota Twin Cities Campus. Auf der 5th Annual Galactic Gala der NASA Alumni League am 28. September 2024 war Michele Brekke der Ehrengast des Abends.